# ルドルフ・フィルクスニー

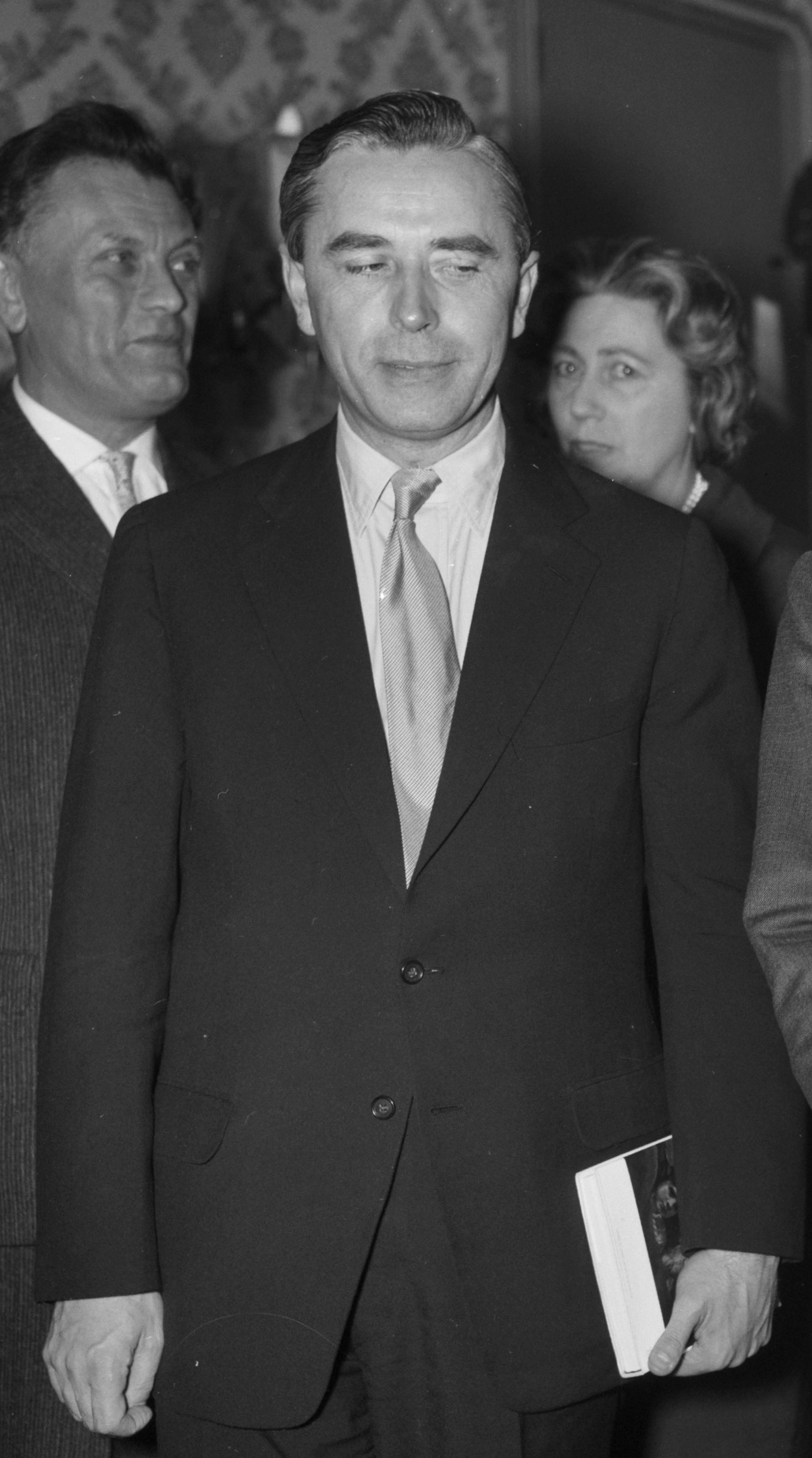
ルドルフ・フィルクスニー, 1960

ルドルフ・フィルクスニー（Rudolf Firkušný, 1912年2月11日 − 1994年7月19日）は、チェコのピアニスト、作曲家。日本ではフィルクスニーとして知られているが、チェコ語ではフィルクシュニーに近い音で発音する。ドヴォルザークやヤナーチェクといったチェコ音楽を得意とするピアニストとして国際的名声を得ている。

## 生涯
1912年2月11日、ブルノから東に60kmほど離れたモラヴァ河畔のナパイェドラ (Napajedla) という町で生まれた。幼い頃からピアノ演奏で天賦の才能を発揮し、5歳の時知人の紹介でヤナーチェクと会った。この時、フィルクスニーがドヴォルザークのスラヴ舞曲を弾いたところ、ヤナーチェクはテンポが違うと叫んで弾いて見せたという。さらにヤナーチェクはベートーヴェンの月光ソナタの終楽章を弾いて聴かせた。その演奏に魅了されたフィルクスニーは、ヤナーチェクの下で音楽を学ぶことができるようにしてくれと母親に懇願した。それ以来、フィルクスニーはヤナーチェクの下でピアノと作曲を学ぶこととなった。フィルクスニーは3歳の時に父親を亡くしており、またヤナーチェクは息子を2歳半でなくしている。互いに擬似親子的な愛情の交流があったといわれている。
8歳でブルノ音楽院に入学。1922年、10歳にしてプラハでピアニストとしてデビューしている。その後、プラハ音楽院に移り作曲をルドルフ・カレル (Rudolf Karel) に、ピアノをヴィレーム・クルツに師事している。
1933年、ロンドン・デビューし、以来国際的な活躍を続けたが、1938年にナチス・ドイツ占領下に置かれた政府から親善使節にとの要請があったのを拒否し、国外追放処分となった。彼はまずパリへ逃れ、次いでロンドンにあった亡命チェコ政府の使節としてアメリカ合衆国に渡り帰化した。
アメリカではジュリアード音楽院で教師をするかたわら、幅広い演奏活動を行った。1959年、オーストラリアへ招待された後は国際的な舞台で活躍し、日本にも1978年の初来日以来たびたび訪れて演奏会を行っている。しかし、祖国チェコではソ連型社会主義政府が倒れ民主化が達成されるまで演奏を行わなかった。とはいえ、チェコを訪問しなかったわけではなくたびたび訪れており、50代になってから結婚した妻はそうした折りに故郷の村で出会った民俗舞踏団の団員だった。
1994年7月19日、癌のためニューヨーク州スターツバーグ (Staatsburg) の自宅で逝去した。

## 演奏活動
彼の演奏はその人柄を反映してか、けれん味がなく穏やかで自然な演奏であった。録音は比較的多く残されており、その滋味あふれる演奏を耳にすることができる。また、室内楽の名手としても知られ、多くの優れた録音を残している。
レパートリーは、直接教えを受けたヤナーチェク、チェコからの亡命者で苦労を共にしたマルティヌーの演奏は他の追随を許さないゴールデン・スタンダードであり、マルティヌーから難曲として知られる『幻想曲とトッカータ』を献呈され世界中でこの作品の普及に努めた。祖国チェコの作曲家のドヴォルザークやスメタナの演奏が高く評価されるのはもちろんのこと、疎かにされやすいゲオルク・ベンダ、ドゥシェックなどのチェコ古典派の作品も、フレーズ全体にわたるテンポ・ルバートを多用する個性的な演奏で来日時に深い感銘を与えた。
作曲家としては、ピアノ協奏曲や弦楽四重奏曲、ピアノ曲、歌曲を作曲しているが、ピアニストとしての輝かしい業績に比べ、あまり知られていない。